# Ugly Beauty世界巡迴演唱會
Ugly Beauty世界巡迴演唱會（英語：Ugly Beauty World Tour）是臺灣歌手蔡依林的第五輪巡迴演唱會。巡演於2019年12月30日在臺灣臺北市臺北小巨蛋開始，並於2024年8月18日在中國福建省廈門市廈門白鷺體育場結束。巡演歷時四年零七個月，並於亞洲27個城市舉辦63場次。

## 背景
2018年2月28日，臺灣《壹週刊》報導，蔡依林因健康狀況將取消預計於同年8月在臺北小巨蛋舉行的演唱會。經紀人王永良表示，專輯原定於去年底發行並安排巡演，但專輯推遲至夏天發行，巡演最快也要等到翌年。同年3月14日，蔡依林在出席「台北米其林指南2018晚宴」時表示已開始構思新巡演。
同年12月26日，她發行第14張原創錄音室專輯《Ugly Beauty》。2019年5月18日，蔡依林在中國上海市寶鋼體育館的「Ugly Beauty音樂分享會」上透露新巡演已完成構思，並計劃於同年展開。同年8月4日，《蘋果新聞網》報導蔡依林預計於12月底在臺北小巨蛋開展新巡演，經紀人王永良表示正在申請檔期，並將公布好消息。

## 發展
2019年9月20日，蔡依林宣布她的第五輪巡演「Ugly Beauty世界巡迴演唱會」將於同年12月30日在臺北小巨蛋展開，並透露將和創意團隊The Squared Division合作。她表示，演唱會將打破規則，帶來瘋狂的感官享受，並計畫將專輯的視覺效果呈現於舞台，打造一個異想天開的「Ugly Beauty魔幻世界」，並重新詮釋出道20年的經典歌曲。
同年11月19日，蔡依林前往美國洛杉磯和16名舞者進行為期12天的排練。同年12月28日，媒體報導蔡依林在新北市新莊體育館租下場地進行為期五天的排練，並透露巡演前五場將作為現場影音專輯的拍攝場次。同月31日，報導指出該巡演在臺北的前五場製作成本超過新臺幣2億4600萬元，打破臺北小巨蛋演唱會的歷史成本紀錄。
2020年1月，由於全球嚴重特殊傳染性肺炎疫情爆發，巡演的其他場次宣布延期。同年10月5日，蔡依林宣布巡演將於同年11月20日在高雄巨蛋重新啟動。同年12月22日，蔡依林透露將於翌年在臺北市加開場次。2021年3月12日，她宣布將於同年4月在臺北小巨蛋加開場次。2022年1月7日，由於疫情影響，所有中國大陸場次取消，並表示將待疫情穩定後安排演出。
2022年6月22日，媒體報導該巡演計畫於年底在臺北加開場次。同年10月13日，蔡依林宣布巡演將於同年12月31日在臺北小巨蛋舉辦在臺灣的最終場次。2023年1月8日，報導指出該巡演在臺灣的製作成本約新臺幣四億元，票房收入約6.8億元，觀眾人數達25萬人。
同月22日，媒體指出該巡演可能於年中開始在臺灣以外的地區展開。同年4月6日，經紀人王永良表示已有海外巡演邀請，並將評估時間安排。同月28日，媒體報導該巡演預計將於7月在中國大陸舉行，蔡依林也在微博表示將前往。同年5月4日，她透露公司正在安排巡演並確認工作人員時間。同年6月19日，蔡依林宣布將於7月22日在廣州市展開中國大陸巡演。

## 商業表現
2019年10月12日11點28分，該巡演在臺北開賣的前五場門票於3分鐘內售罄。黃牛將票價炒至6萬9千元至10萬3500元，引發部分歌迷不滿。主辦單位超級圓頂呼籲抵制黃牛票，並表示將追查並注銷確定為黃牛票的入場資格。拓元售票系統指出，六場票券在11:31售罄，並於14:00後釋出未完成結帳的票券，隨後1分鐘內再次售罄。
同年12月15日，高雄場門票於12:15開賣，三萬張門票於5分鐘內售罄。2020年1月18日，5月9日和10日的高雄加場門票於12:16開賣，兩萬張門票於5分鐘內售罄。同年10月24日，11月20日高雄場加場門票於13:26開賣，一萬張門票在2分鐘內售罄。
2021年3月28日，臺北加場門票於15:28開賣，5.5萬張門票在5分鐘內售罄。2022年11月5日，臺北最終場門票於15:28開賣，6.6萬張門票在6分鐘內售罄。

## 評價
《聯合報》樂評人左光平評價，蔡依林在華人音樂界的唱跳演出中堪稱領軍人物，並且她創作了一套超出預期的高規格作品，從觀眾反應與口碑來看，無疑得到了高度評價。

## 影音發行
2023年1月16日，媒體報導該巡演的現場影音專輯已完成視頻剪輯，並進入音樂後製階段，預計同年發行。2024年10月15日，蔡依林在百富活動中提到，該專輯將發行，但因精細打磨過程尚未完成，尚未確定具體發行日期。

## 曲目
以下歌單來自2019年12月30日在臺灣臺北市臺北小巨蛋舉辦的場次，並不代表此次巡演的所有場次。
Act 1：孤兒
1. 〈惡之必要〉
2. 〈甜秘密〉
3. 〈騎士精神〉
4. 〈Miss Trouble〉

Act 2：漠視的慾望
1. 〈紅衣女孩〉
2. 〈美人計〉
3. 〈美杜莎〉
4. 〈特務J〉
5. 〈大丈夫〉
6. 〈Mr. Q〉
7. 〈愛無赦〉

Act 3：破碎的心
1. 〈大藝術家〉
2. 〈野蠻遊戲〉
3. 〈愛情三十六計〉
4. 〈睜一隻眼閉一隻眼〉
5. 〈I'm Not Yours〉

Act 4：純真
1. 〈日不落〉
2. 〈Don't Stop〉
3. 〈腦公〉
4. 〈說愛你〉
5. 〈你也有今天〉
6. 〈迷幻〉

Act 5：脆弱
1. 〈倒帶〉
2. 〈天空〉
3. 〈你怎麼連話都說不清楚〉
4. 〈愛的羅曼死〉
5. 〈如果我沒有傷口〉
6. 〈檸檬草的味道〉
7. 〈消極掰〉
8. 〈布拉格廣場〉
9. 〈Love Love Love〉

Act 6：內在英雄
1. 〈舞孃〉
2. 〈Dr. Jolin〉
3. 〈看我72變〉
4. 〈Play我呸〉
5. 〈玫瑰少年〉
6. 〈怪美的〉

- 2019年12月31日臺北場，蔡依林演唱〈假裝〉、〈非賣品〉、〈我知道你很難過〉、〈妥協〉和〈你快樂嗎〉。
- 2020年1月1日臺北場，蔡依林和吳青峰共同演唱〈倒帶〉和〈小情歌〉。
- 2020年1月3日臺北場，蔡依林演唱〈Greatest Love of All〉，並和鄧紫棋共同演唱〈說愛你〉和〈光年之外〉。
- 2020年1月4日臺北場，蔡依林演唱〈我〉、〈假裝〉、〈非賣品〉、〈我知道你很難過〉和〈妥協〉。
- 2020年1月5日臺北場，蔡依林演唱〈開場白〉、〈假裝〉、〈非賣品〉、〈我知道你很難過〉和〈妥協〉，並和五月天共同演唱〈天空〉和〈愛情的模樣〉，未演唱〈你怎麼連話都說不清楚〉。
- 2020年11月20日高雄場，蔡依林演唱〈怕什麽〉、〈假裝〉、〈非賣品〉、〈我知道你很難過〉、〈妥協〉和〈志明與春嬌〉，未演唱〈你怎麼連話都說不清楚〉和〈愛的羅曼死〉。
- 2020年11月21日高雄場，蔡依林演唱〈刻在我心底的名字〉、〈假裝〉、〈非賣品〉、〈我知道你很難過〉、〈妥協〉和〈志明與春嬌〉，未演唱〈你怎麼連話都說不清楚〉和〈愛的羅曼死〉。
- 2020年11月22日高雄場，蔡依林演唱〈刻在我心底的名字〉、〈怕什麼〉、〈假裝〉、〈非賣品〉、〈我知道你很難過〉、〈妥協〉和〈志明與春嬌〉，並和頑童MJ116共同演唱〈辣台妹〉、〈Play我呸〉和〈幹大事〉，未演唱〈你怎麼連話都說不清楚〉和〈愛的羅曼死〉。
- 2020年11月27日高雄場，蔡依林演唱〈浪子回頭〉、〈假裝〉、〈非賣品〉、〈我知道你很難過〉和〈妥協〉，並和田馥甄共同演唱〈刻在我心底的名字〉，未演唱〈天空〉、〈你怎麼連話都說不清楚〉、〈愛的羅曼死〉和〈如果我沒有傷口〉。
- 2020年11月28日高雄場，蔡依林演唱〈刻在我心底的名字〉、〈我〉、〈浪子回頭〉、〈假裝〉、〈非賣品〉、〈我知道你很難過〉和〈妥協〉，並和伍佰共同演唱〈Last Dance〉和〈倒帶〉，未演唱〈愛的羅曼死〉、〈如果我沒有傷口〉和〈檸檬草的味道〉。
- 2020年11月29日高雄場，蔡依林演唱〈刻在我心底的名字〉、〈幸福路上〉、〈假裝〉、〈非賣品〉、〈我知道你很難過〉和〈妥協〉，並和徐熙娣共同演唱〈Mr. Q〉和〈浪子回頭〉，未演唱〈愛的羅曼死〉、〈如果我沒有傷口〉和〈檸檬草的味道〉。
- 2021年4月21日臺北場，蔡依林演唱〈我知道你很難過〉、〈以後別做朋友〉、〈你啊你啊〉、〈假裝〉、〈非賣品〉、〈妥協〉和〈Stars Align〉，未演唱〈你也有今天〉、〈愛的羅曼死〉、〈檸檬草的味道〉和〈看我72變〉。
- 2021年4月22日臺北場，蔡依林演唱〈我知道你很難過〉、〈以後別做朋友〉、〈單身公害〉、〈我〉、〈詩人漫步〉、〈假裝〉、〈非賣品〉、〈妥協〉和〈Stars Align〉，未演唱〈你也有今天〉、〈天空〉、〈你怎麼連話都說不清楚〉、〈愛的羅曼死〉、〈檸檬草的味道〉和〈看我72變〉。
- 2021年4月24日臺北場，蔡依林演唱〈我知道你很難過〉、〈以後別做朋友〉、〈詩人漫步〉、〈一個人〉、〈假裝〉、〈非賣品〉、〈妥協〉和〈Stars Align〉，並和茄子蛋共同演唱〈單身公害〉和〈浪流連〉，未演唱〈你也有今天〉、〈天空〉、〈你怎麼連話都說不清楚〉、〈愛的羅曼死〉、〈檸檬草的味道〉和〈看我72變〉。
- 2021年4月25日臺北場，蔡依林演唱〈學貓叫〉、〈一個人〉、〈愛愛愛〉、〈假裝〉、〈非賣品〉、〈我知道你很難過〉、〈妥協〉和〈Stars Align〉，未演唱〈你也有今天〉、〈天空〉、〈你怎麼連話都說不清楚〉、〈愛的羅曼死〉、〈檸檬草的味道〉和〈看我72變〉。
- 2021年4月26日臺北場，蔡依林演唱〈單身公害〉、〈一個人〉、〈第三人稱〉、〈假裝〉、〈非賣品〉、〈我知道你很難過〉、〈妥協〉和〈Stars Align〉，並和周興哲共同演唱〈你怎麼連話都說不清楚〉和〈怎麼了〉，未演唱〈你也有今天〉、〈天空〉、〈愛的羅曼死〉、〈檸檬草的味道〉和〈看我72變〉。
- 2022年12月31日臺北場，蔡依林演唱〈都沒差〉、〈怕什麼〉、〈親愛的對象〉、〈非賣品〉、〈我知道你很難過〉、〈妥協〉、〈海盜〉和〈Stars Align〉，未演唱〈你也有今天〉、〈你怎麼連話都說不清楚〉、〈愛的羅曼死〉、〈檸檬草的味道〉、〈布拉格廣場〉和〈看我72變〉。
- 2023年1月1日臺北場，蔡依林演唱〈都沒差〉、〈怕什麼〉、〈親愛的對象〉、〈非賣品〉、〈馬德里不思議〉、〈海盜〉和〈Stars Align〉，未演唱〈你也有今天〉、〈天空〉、〈愛的羅曼死〉、〈布拉格廣場〉和〈看我72變〉。
- 2023年1月2日臺北場，蔡依林演唱〈怕什麼〉、〈親愛的對象〉、〈無言以對〉、〈獨佔神話〉、〈怪我太年輕〉、〈慣性背叛〉、〈海盜〉和〈Stars Align〉，並和韋禮安共同演唱〈都沒差〉和〈如果可以〉，未演唱〈你也有今天〉、〈天空〉、〈你怎麼連話都說不清楚〉、〈愛的羅曼死〉、〈檸檬草的味道〉、〈布拉格廣場〉和〈看我72變〉。
- 2023年1月6日臺北場，蔡依林演唱〈都沒差〉、〈怕什麼〉、〈就是愛〉、〈許願池的希臘少女〉、〈You Gotta Know〉、〈海盜〉和〈Stars Align〉，並和李玖哲共同演唱〈親愛的對象〉和〈屋頂〉，未演唱〈你也有今天〉、〈天空〉、〈你怎麼連話都說不清楚〉、〈愛的羅曼死〉、〈檸檬草的味道〉、〈布拉格廣場〉和〈看我72變〉。
- 2023年1月7日臺北場，蔡依林演唱〈馬德里不思議〉、〈就是愛〉、〈許願池的希臘少女〉、〈You Gotta Know〉、〈海盜〉和〈Stars Align〉，未演唱〈你也有今天〉、〈天空〉、〈你怎麼連話都說不清楚〉、〈愛的羅曼死〉、〈檸檬草的味道〉、〈布拉格廣場〉和〈看我72變〉。
- 2023年1月8日臺北場，蔡依林演唱〈電話皇后〉、〈馬德里不思議〉、〈愛上了一條街〉、〈許願池的希臘少女〉、〈You Gotta Know〉、〈海盜〉和〈Stars Align〉，未演唱〈你也有今天〉、〈天空〉、〈你怎麼連話都說不清楚〉、〈愛的羅曼死〉、〈檸檬草的味道〉、〈布拉格廣場〉和〈看我72變〉。
- 2023年7月22日廣州場，蔡依林演唱〈假裝〉、〈非賣品〉、〈我知道你很難過〉和〈妥協〉。
- 2023年7月29日上海場，蔡依林演唱〈詩人漫步〉、〈一個人〉、〈假裝〉、〈非賣品〉、〈我知道你很難過〉和〈妥協〉，未演唱〈愛的羅曼死〉和〈如果我沒有傷口〉。
- 2023年7月30日上海場，蔡依林演唱〈馬德里不思議〉、〈假裝〉、〈非賣品〉、〈我知道你很難過〉、〈妥協〉、〈許願池的希臘少女〉、〈Because of You〉、〈感覺你的存在〉、〈You Gotta Know〉和〈Stars Align〉，未演唱〈你也有今天〉、〈你怎麼連話都說不清楚〉、〈愛的羅曼死〉、〈如果我沒有傷口〉和〈看我72變〉。
- 2023年8月5日武漢場，蔡依林演唱〈假裝〉、〈非賣品〉、〈我知道你很難過〉和〈妥協〉，未演唱〈愛的羅曼死〉。
- 2023年8月12日南寧場，蔡依林演唱〈馬德里不思議〉、〈親愛的對象〉、〈你睡醒再看〉、〈我〉、〈假裝〉、〈非賣品〉、〈我知道你很難過〉和〈妥協〉，未演唱〈你也有今天〉、〈你怎麼連話都說不清楚〉、〈愛的羅曼死〉和〈如果我沒有傷口〉。
- 2023年8月19日福州場，蔡依林演唱〈馬德里不思議〉、〈怕什麼〉、〈一個人〉、〈假裝〉、〈非賣品〉、〈我知道你很難過〉、〈妥協〉和〈無言以對〉，未演唱〈你也有今天〉、〈你怎麼連話都說不清楚〉、〈愛的羅曼死〉和〈如果我沒有傷口〉。
- 2023年8月26日深圳場，蔡依林演唱〈就是愛〉、〈怪我太年輕〉、〈慣性背叛〉、〈假裝〉、〈非賣品〉、〈我知道你很難過〉、〈妥協〉和〈Stars Align〉，未演唱〈你也有今天〉、〈愛的羅曼死〉、〈如果我沒有傷口〉和〈看我72變〉。
- 2023年9月2日長沙場，蔡依林演唱〈即時生效〉、〈馬賽克〉、〈假面的告白〉、〈做一天的你〉、〈好想你〉、〈假裝〉、〈非賣品〉、〈我知道你很難過〉、〈妥協〉和〈Stars Align〉，未演唱〈你也有今天〉、〈你怎麼連話都說不清楚〉、〈愛的羅曼死〉、〈如果我沒有傷口〉和〈玫瑰少年〉。
- 2023年9月9日鄭州場，蔡依林演唱〈旅程〉、〈小傷口〉、〈如果不想要〉、〈心型圈〉、〈假裝〉、〈非賣品〉、〈我知道你很難過〉、〈妥協〉、〈第三人稱〉、〈海盜〉和〈Stars Align〉，未演唱〈你也有今天〉、〈你怎麼連話都說不清楚〉、〈愛的羅曼死〉、〈如果我沒有傷口〉、〈布拉格廣場〉和〈玫瑰少年〉。
- 2023年9月16日合肥場，蔡依林演唱〈桃花源〉、〈萬花瞳〉、〈離人節〉、〈你快樂嗎〉、〈彩色相片〉、〈假裝〉、〈非賣品〉、〈我知道你很難過〉、〈妥協〉和〈Stars Align〉，未演唱〈你也有今天〉、〈你怎麼連話都說不清楚〉、〈愛的羅曼死〉和〈玫瑰少年〉。
- 2023年9月23日成都場，蔡依林演唱〈電話皇后〉、〈我〉、〈離人節〉、〈假裝〉、〈非賣品〉、〈我知道你很難過〉、〈妥協〉、〈愛上了一條街〉、〈單身公害〉、〈萬花瞳〉、〈花蝴蝶〉和〈Stars Align〉，未演唱〈你也有今天〉、〈你怎麼連話都說不清楚〉、〈愛的羅曼死〉、〈如果我沒有傷口〉和〈玫瑰少年〉。
- 2024年3月30日佛山場，蔡依林演唱〈Oh La La La〉、〈親愛的對象〉、〈反覆記號〉、〈一個人〉、〈獨佔神話〉、〈無言以對〉、〈假裝〉、〈非賣品〉、〈我知道你很難過〉、〈妥協〉、〈招牌動作〉和〈Stars Align〉，未演唱〈你也有今天〉、〈你怎麼連話都說不清楚〉、〈愛的羅曼死〉、〈Dr. Jolin〉和〈玫瑰少年〉。
- 2024年4月5日深圳場，蔡依林演唱〈Oh La La La〉、〈柵欄間隙偷窺你〉、〈假裝〉、〈非賣品〉、〈我知道你很難過〉、〈妥協〉、〈招牌動作〉和〈Stars Align〉，未演唱〈你也有今天〉、〈愛的羅曼死〉、〈如果我沒有傷口〉、〈Dr. Jolin〉和〈玫瑰少年〉。
- 2024年4月13日貴陽場，蔡依林演唱〈Oh La La La〉、〈電話皇后〉、〈降落傘〉、〈酸甜〉、〈開場白〉、〈就是愛〉、〈假裝〉、〈非賣品〉、〈我知道你很難過〉、〈妥協〉、〈招牌動作〉和〈Stars Align〉，未演唱〈你也有今天〉、〈迷幻〉、〈天空〉、〈你怎麼連話都說不清楚〉、〈愛的羅曼死〉、〈如果我沒有傷口〉、〈Dr. Jolin〉和〈玫瑰少年〉。
- 2024年4月20日溫州場，蔡依林演唱〈Oh La La La〉、〈最終話〉、〈如果那天你說愛我〉、〈第三人稱〉、〈自愛自受〉、〈假裝〉、〈非賣品〉、〈我知道你很難過〉、〈妥協〉、〈海盜〉、〈招牌動作〉和〈Stars Align〉，未演唱〈你也有今天〉、〈天空〉、〈你怎麼連話都說不清楚〉、〈愛的羅曼死〉、〈如果我沒有傷口〉、〈布拉格廣場〉、〈Dr. Jolin〉和〈玫瑰少年〉。
- 2024年4月27日重慶場，蔡依林演唱〈Oh La La La〉、〈心型圈〉、〈如果不想要〉、〈我的依賴〉、〈心引力〉、〈假裝〉、〈非賣品〉、〈我知道你很難過〉、〈妥協〉、〈招牌動作〉、〈花蝴蝶〉和〈Stars Align〉，未演唱〈你也有今天〉、〈天空〉、〈你怎麼連話都說不清楚〉、〈愛的羅曼死〉、〈如果我沒有傷口〉、〈Dr. Jolin〉、〈看我72變〉和〈玫瑰少年〉。
- 2024年4月28日重慶場，蔡依林演唱〈Oh La La La〉、〈奴隸船〉、〈馬甲上的繩索〉、〈慣性背叛〉、〈馬賽克〉、〈假裝〉、〈非賣品〉、〈我知道你很難過〉、〈妥協〉、〈海盜〉、〈招牌動作〉、〈花蝴蝶〉和〈Stars Align〉，未演唱〈你也有今天〉、〈天空〉、〈你怎麼連話都說不清楚〉、〈愛的羅曼死〉、〈如果我沒有傷口〉、〈布拉格廣場〉、〈Dr. Jolin〉和〈玫瑰少年〉。
- 2024年5月4日泉州場，蔡依林演唱〈好東西〉、〈Oh La La La〉、〈孤單的人總說無所謂〉、〈我要的選擇〉、〈什麼樣的愛〉、〈馬賽克〉、〈假裝〉、〈非賣品〉、〈我知道你很難過〉、〈妥協〉、〈招牌動作〉和〈Stars Align〉，未演唱〈你也有今天〉、〈天空〉、〈你怎麼連話都說不清楚〉、〈愛的羅曼死〉、〈如果我沒有傷口〉、〈Dr. Jolin〉和〈玫瑰少年〉。
- 2024年5月18日杭州場，蔡依林演唱〈Oh La La La〉、〈我〉、〈聽說愛情回來過〉、〈怕什麼〉、〈假裝〉、〈非賣品〉、〈我知道你很難過〉、〈妥協〉、〈招牌動作〉和〈Stars Align〉，未演唱〈你也有今天〉、〈天空〉、〈你怎麼連話都說不清楚〉、〈愛的羅曼死〉、〈Dr. Jolin〉和〈玫瑰少年〉。
- 2024年5月19日杭州場，蔡依林演唱〈Oh La La La〉、〈親愛的對象〉、〈假裝〉、〈非賣品〉、〈我知道你很難過〉、〈妥協〉、〈海盜〉、〈招牌動作〉、〈花蝴蝶〉和〈Stars Align〉，並和王俊凱共同演唱〈檸檬草的味道〉和〈心引力〉，未演唱〈你也有今天〉、〈你怎麼連話都說不清楚〉、〈愛的羅曼死〉、〈如果我沒有傷口〉、〈布拉格廣場〉、〈Dr. Jolin〉、〈看我72變〉和〈玫瑰少年〉。
- 2024年5月24日南昌場，蔡依林演唱〈Oh La La La〉、〈假面的告白〉、〈空白〉、〈如果不想要〉、〈好想你〉、〈假裝〉、〈非賣品〉、〈我知道你很難過〉、〈妥協〉、〈海盜〉、〈招牌動作〉和〈Stars Align〉，未演唱〈你也有今天〉、〈天空〉、〈你怎麼連話都說不清楚〉、〈愛的羅曼死〉、〈如果我沒有傷口〉、〈布拉格廣場〉、〈Dr. Jolin〉和〈玫瑰少年〉。
- 2024年5月25日南昌場，蔡依林演唱〈馬德里不思議〉、〈Oh La La La〉、〈離人節〉、〈小傷口〉、〈一個人〉、〈假裝〉、〈非賣品〉、〈我知道你很難過〉、〈妥協〉、〈招牌動作〉和〈Stars Align〉，未演唱〈你也有今天〉、〈你怎麼連話都說不清楚〉、〈愛的羅曼死〉、〈如果我沒有傷口〉、〈Dr. Jolin〉和〈玫瑰少年〉。
- 2024年6月1日洛陽場，蔡依林演唱〈爆米花的味道〉、〈Oh La La La〉、〈獨佔神話〉、〈彩色照片〉、〈心型圈〉、〈黑髮尤物〉、〈假裝〉、〈非賣品〉、〈我知道你很難過〉、〈妥協〉、〈招牌動作〉和〈Stars Align〉，未演唱〈你也有今天〉、〈天空〉、〈你怎麼連話都說不清楚〉、〈愛的羅曼死〉、〈如果我沒有傷口〉、〈Dr. Jolin〉和〈玫瑰少年〉。
- 2024年6月15日太原場，蔡依林演唱〈馬德里不思議〉、〈Oh La La La〉、〈親愛的對象〉、〈偏見〉、〈心引力〉、〈單身公害〉、〈假裝〉、〈非賣品〉、〈我知道你很難過〉、〈妥協〉、〈招牌動作〉、〈熱冬〉和〈Stars Align〉，未演唱〈甜秘密〉、〈你也有今天〉、〈你怎麼連話都說不清楚〉、〈愛的羅曼死〉、〈Dr. Jolin〉和〈玫瑰少年〉。
- 2024年6月22日濟南場，蔡依林演唱〈許願池的希臘少女〉、〈Oh La La La〉、〈我恨我愛你〉、〈消失的城堡〉、〈七上八下〉、〈唇唇欲動〉、〈唯舞獨尊〉、〈假裝〉、〈非賣品〉、〈我知道你很難過〉、〈妥協〉、〈招牌動作〉和〈Stars Align〉，未演唱〈你也有今天〉、〈天空〉、〈你怎麼連話都說不清楚〉、〈愛的羅曼死〉、〈如果我沒有傷口〉、〈Dr. Jolin〉和〈玫瑰少年〉。
- 2024年6月29日瀋陽場，蔡依林演唱〈即時生效〉、〈Oh La La La〉、〈Someday, Somewhere〉、〈你快樂嗎〉、〈捨不得〉、〈好想你〉、〈離人節〉、〈假裝〉、〈非賣品〉、〈我知道你很難過〉、〈妥協〉、〈招牌動作〉和〈Stars Align〉，未演唱〈你也有今天〉、〈天空〉、〈你怎麼連話都說不清楚〉、〈愛的羅曼死〉、〈如果我沒有傷口〉、〈Dr. Jolin〉和〈玫瑰少年〉。
- 2024年7月5日常州場，蔡依林演唱〈玩美〉、〈桃花源〉、〈Oh La La La〉、〈做一天的你〉、〈酸甜〉、〈消失的城堡〉、〈心型圈〉、〈彩色照片〉、〈假裝〉、〈非賣品〉、〈我知道你很難過〉、〈妥協〉、〈招牌動作〉、〈熱冬〉和〈Stars Align〉，未演唱〈甜秘密〉、〈I'm Not Yours〉、〈你也有今天〉、〈迷幻〉、〈天空〉、〈你怎麼連話都說不清楚〉、〈愛的羅曼死〉、〈如果我沒有傷口〉、〈Dr. Jolin〉和〈玫瑰少年〉。
- 2024年7月6日常州場，蔡依林演唱〈玩美〉、〈就是愛〉、〈Oh La La La〉、〈你還愛我嗎〉、〈開場白〉、〈降落傘〉、〈假裝〉、〈非賣品〉、〈我知道你很難過〉、〈妥協〉、〈招牌動作〉、〈熱冬〉和〈Stars Align〉，未演唱〈甜秘密〉、〈I'm Not Yours〉、〈你也有今天〉、〈迷幻〉、〈愛的羅曼死〉、〈如果我沒有傷口〉、〈Dr. Jolin〉和〈玫瑰少年〉。
- 2024年7月13日咸陽場，蔡依林演唱〈玩美〉、〈馬德里不思議〉、〈Oh La La La〉、〈親愛的對象〉、〈怕什麼〉、〈怪我太年輕〉、〈我的依賴〉、〈假裝〉、〈非賣品〉、〈我知道你很難過〉、〈妥協〉、〈招牌動作〉和〈Stars Align〉，未演唱〈甜秘密〉、〈你也有今天〉、〈你怎麼連話都說不清楚〉、〈愛的羅曼死〉、〈如果我沒有傷口〉和〈玫瑰少年〉。
- 2024年7月19日合肥場，蔡依林演唱〈玩美〉、〈旅程〉、〈Oh La La La〉、〈降落傘〉、〈心型圈〉、〈和世界做鄰居〉、〈Because of You〉、〈感覺你的存在〉、〈假裝〉、〈非賣品〉、〈我知道你很難過〉、〈妥協〉、〈招牌動作〉和〈Stars Align〉，未演唱〈甜秘密〉、〈你也有今天〉、〈天空〉、〈你怎麼連話都說不清楚〉、〈愛的羅曼死〉、〈如果我沒有傷口〉、〈Dr. Jolin〉和〈玫瑰少年〉。
- 2024年7月20日合肥場，蔡依林演唱〈玩美〉、〈Oh La La La〉、〈戀我癖〉、〈你睡醒再看〉、〈愛上了一條街〉、〈You Gotta Know〉、〈黑髮尤物〉、〈假裝〉、〈非賣品〉、〈我知道你很難過〉、〈妥協〉、〈招牌動作〉、〈花蝴蝶〉、〈熱冬〉和〈Stars Align〉，未演唱〈甜秘密〉、〈天空〉、〈你怎麼連話都說不清楚〉、〈愛的羅曼死〉、〈如果我沒有傷口〉、〈Dr. Jolin〉和〈玫瑰少年〉。
- 2024年7月27日衢州場，蔡依林演唱〈Oh La La La〉、〈十三號星期舞〉、〈節拍器〉、〈最終話〉、〈開場白〉、〈第三人稱〉、〈假裝〉、〈非賣品〉、〈我知道你很難過〉、〈妥協〉、〈招牌動作〉和〈Stars Align〉，未演唱〈你怎麼連話都說不清楚〉、〈愛的羅曼死〉、〈如果我沒有傷口〉和〈玫瑰少年〉。
- 2024年8月2日上海場，蔡依林演唱〈海洋之心〉、〈馬德里不思議〉、〈Oh La La La〉、〈酸甜〉、〈反覆記號〉、〈小傷口〉、〈無言以對〉、〈假裝〉、〈非賣品〉、〈我知道你很難過〉、〈妥協〉、〈招牌動作〉、〈熱冬〉和〈Stars Align〉，未演唱〈你怎麼連話都說不清楚〉、〈如果我沒有傷口〉、〈檸檬草的味道〉、〈Dr. Jolin〉和〈玫瑰少年〉。
- 2024年8月3日上海場，蔡依林演唱〈Oh La La La〉、〈戀我癖〉、〈小小孩〉、〈怕什麼〉、〈唇語〉、〈自愛自受〉、〈都沒差〉、〈假裝〉、〈非賣品〉、〈我知道你很難過〉、〈妥協〉、〈招牌動作〉、和〈Stars Align〉，未演唱〈你也有今天〉、〈天空〉、〈你怎麼連話都說不清楚〉、〈愛的羅曼死〉、〈如果我沒有傷口〉和〈玫瑰少年〉。
- 2024年8月4日上海場，蔡依林演唱〈萬花瞳〉、〈Oh La La La〉、〈戀我癖〉、〈我〉、〈唇唇欲動〉、〈黑髮尤物〉、〈唯舞獨尊〉、〈假裝〉、〈非賣品〉、〈我知道你很難過〉、〈妥協〉、〈招牌動作〉、〈花蝴蝶〉、〈熱冬〉和〈Stars Align〉，未演唱〈你也有今天〉、〈天空〉、〈你怎麼連話都說不清楚〉、〈愛的羅曼死〉、〈如果我沒有傷口〉、〈Dr. Jolin〉和〈玫瑰少年〉。
- 2024年8月9日上海場，蔡依林演唱〈十三號星期舞〉、〈Oh La La La〉、〈好想你〉、〈離人節〉、〈七上八下〉、〈感覺你的存在〉、〈愛引力〉、〈萬花瞳〉、〈假裝〉、〈非賣品〉、〈我知道你很難過〉、〈妥協〉、〈招牌動作〉和〈Stars Align〉，未演唱〈你也有今天〉、〈你怎麼連話都說不清楚〉、〈愛的羅曼死〉、〈如果我沒有傷口〉和〈玫瑰少年〉。
- 2024年8月10日上海場，蔡依林演唱〈桃花源〉、〈Oh La La La〉、〈戀我癖〉、〈親愛的對象〉、〈彩色照片〉、〈心型圈〉、〈獨佔神話〉、〈心引力〉、〈今天妳要嫁給我〉、〈假裝〉、〈非賣品〉、〈我知道你很難過〉、〈妥協〉、〈招牌動作〉、〈熱冬〉和〈Stars Align〉，未演唱〈你也有今天〉、〈你怎麼連話都說不清楚〉、〈愛的羅曼死〉、〈如果我沒有傷口〉、〈Dr. Jolin〉和〈玫瑰少年〉。
- 2024年8月11日上海場，蔡依林演唱〈派大星〉、〈Oh La La La〉、〈我〉、〈怕什麼〉、〈一個人〉、〈馬賽克〉、〈無言以對〉、〈假裝〉、〈非賣品〉、〈我知道你很難過〉、〈妥協〉、〈招牌動作〉、〈花蝴蝶〉和〈Stars Align〉，未演唱〈你怎麼連話都說不清楚〉、〈愛的羅曼死〉、〈如果我沒有傷口〉、〈檸檬草的味道〉、〈Dr. Jolin〉和〈玫瑰少年〉。
- 2024年8月17日廈門場，蔡依林演唱〈第一優先〉、〈Oh La La La〉、〈無言以對〉、〈馬甲上的繩索〉、〈慣性背叛〉、〈小小孩〉、〈第三人稱〉、〈假裝〉、〈非賣品〉、〈我知道你很難過〉、〈妥協〉、〈招牌動作〉、〈熱冬〉和〈Stars Align〉，未演唱〈你怎麼連話都說不清楚〉、〈愛的羅曼死〉、〈Dr. Jolin〉和〈玫瑰少年〉。
- 2024年8月18日廈門場，蔡依林演唱〈乖貓〉、〈Oh La La La〉、〈戀我癖〉、〈奴隸船〉、〈最終話〉、〈唇唇欲動〉、〈冷·暴力〉、〈志明與春嬌〉、〈唯舞獨尊〉、〈假裝〉、〈非賣品〉、〈我知道你很難過〉、〈妥協〉、〈招牌動作〉、〈花蝴蝶〉、〈Stars Align〉和〈Good-Bye〉，未演唱〈你怎麼連話都說不清楚〉、〈愛的羅曼死〉、〈如果我沒有傷口〉和〈玫瑰少年〉。

## 場次
| 日期           | 國家/地區 | 城市   | 場館       | 觀眾人數 （售出/可售門票） | 票房          |
| -------------- | --------- | ------ | ---------- | -------------------------- | ------------- |
| 2019年12月30日 | 臺灣      | 臺北市 | 臺北小巨蛋 | 66,000/66,000              | 新臺幣1.8億元 |
| 2019年12月31日 | 臺灣      | 臺北市 | 臺北小巨蛋 | 66,000/66,000              | 新臺幣1.8億元 |
| 2020年1月1日   | 臺灣      | 臺北市 | 臺北小巨蛋 | 66,000/66,000              | 新臺幣1.8億元 |
| 2020年1月3日   | 臺灣      | 臺北市 | 臺北小巨蛋 | 66,000/66,000              | 新臺幣1.8億元 |
| 2020年1月4日   | 臺灣      | 臺北市 | 臺北小巨蛋 | 66,000/66,000              | 新臺幣1.8億元 |
| 2020年1月5日   | 臺灣      | 臺北市 | 臺北小巨蛋 | 66,000/66,000              | 新臺幣1.8億元 |
| 2020年11月20日 | 臺灣      | 高雄市 | 高雄巨蛋   | 60,000/60,000              | 新臺幣1.6億元 |
| 2020年11月21日 | 臺灣      | 高雄市 | 高雄巨蛋   | 60,000/60,000              | 新臺幣1.6億元 |
| 2020年11月22日 | 臺灣      | 高雄市 | 高雄巨蛋   | 60,000/60,000              | 新臺幣1.6億元 |
| 2020年11月27日 | 臺灣      | 高雄市 | 高雄巨蛋   | 60,000/60,000              | 新臺幣1.6億元 |
| 2020年11月28日 | 臺灣      | 高雄市 | 高雄巨蛋   | 60,000/60,000              | 新臺幣1.6億元 |
| 2020年11月29日 | 臺灣      | 高雄市 | 高雄巨蛋   | 60,000/60,000              | 新臺幣1.6億元 |
| 2021年4月21日  | 臺灣      | 臺北市 | 臺北小巨蛋 | 55,000/55,000              | 新臺幣1.4億元 |
| 2021年4月22日  | 臺灣      | 臺北市 | 臺北小巨蛋 | 55,000/55,000              | 新臺幣1.4億元 |
| 2021年4月24日  | 臺灣      | 臺北市 | 臺北小巨蛋 | 55,000/55,000              | 新臺幣1.4億元 |
| 2021年4月25日  | 臺灣      | 臺北市 | 臺北小巨蛋 | 55,000/55,000              | 新臺幣1.4億元 |
| 2021年4月26日  | 臺灣      | 臺北市 | 臺北小巨蛋 | 55,000/55,000              | 新臺幣1.4億元 |
| 2022年12月31日 | 臺灣      | 臺北市 | 臺北小巨蛋 | 66,000/66,000              | 新臺幣2億元   |
| 2023年1月1日   | 臺灣      | 臺北市 | 臺北小巨蛋 | 66,000/66,000              | 新臺幣2億元   |
| 2023年1月2日   | 臺灣      | 臺北市 | 臺北小巨蛋 | 66,000/66,000              | 新臺幣2億元   |
| 2023年1月6日   | 臺灣      | 臺北市 | 臺北小巨蛋 | 66,000/66,000              | 新臺幣2億元   |
| 2023年1月7日   | 臺灣      | 臺北市 | 臺北小巨蛋 | 66,000/66,000              | 新臺幣2億元   |
| 2023年1月8日   | 臺灣      | 臺北市 | 臺北小巨蛋 | 66,000/66,000              | 新臺幣2億元   |
| 總計           | 總計      | 總計   | 總計       | 250,000/250,000 (100%)     | 新臺幣6.8億元 |

| 日期          | 國家/地區 | 城市   | 場館                            | 觀眾人數 | 票房       |
| ------------- | --------- | ------ | ------------------------------- | -------- | ---------- |
| 2023年7月22日 | 中國      | 廣州市 | 天河體育中心體育場              | 40,000   | 未知       |
| 2023年7月29日 | 中國      | 上海市 | 虹口足球場                      | 53,109   | 未知       |
| 2023年7月30日 | 中國      | 上海市 | 虹口足球場                      | 53,109   | 未知       |
| 2023年8月5日  | 中國      | 武漢市 | 五環體育中心體育場              | 30,000   | 未知       |
| 2023年8月12日 | 中國      | 南寧市 | 廣西體育中心體育場              | 50,000   | 未知       |
| 2023年8月19日 | 中國      | 福州市 | 海峽奧體中心體育場              | 40,000   | 未知       |
| 2023年8月26日 | 中國      | 深圳市 | 深圳灣體育中心春繭體育場        | 未知     | 未知       |
| 2023年9月2日  | 中國      | 長沙市 | 賀龍體育中心體育場              | 30,000   | 未知       |
| 2023年9月9日  | 中國      | 鄭州市 | 奧林匹克體育中心鄭地體育場      | 未知     | 未知       |
| 2023年9月16日 | 中國      | 合肥市 | 合肥體育中心體育場              | 未知     | 未知       |
| 2023年9月23日 | 中國      | 成都市 | 東安湖體育公園主體育場          | 未知     | 未知       |
| 2024年3月30日 | 中國      | 佛山市 | 佛山世紀蓮體育中心體育場        | 36,000   | 未知       |
| 2024年4月5日  | 中國      | 深圳市 | 大運中心體育場                  | 40,000   | 未知       |
| 2024年4月13日 | 中國      | 貴陽市 | 奧林匹克體育中心體育場          | 45,000   | 未知       |
| 2024年4月20日 | 中國      | 溫州市 | 溫州奧體中心主運動場            | 未知     | 未知       |
| 2024年4月27日 | 中國      | 重慶市 | 奧林匹克體育中心體育場          | 80,000   | 未知       |
| 2024年4月28日 | 中國      | 重慶市 | 奧林匹克體育中心體育場          | 80,000   | 未知       |
| 2024年5月4日  | 中國      | 泉州市 | 泉州海峽體育中心體育場          | 未知     | 未知       |
| 2024年5月18日 | 中國      | 杭州市 | 杭州奧體中心體育場              | 90,000   | 未知       |
| 2024年5月19日 | 中國      | 杭州市 | 杭州奧體中心體育場              | 90,000   | 未知       |
| 2024年5月24日 | 中國      | 南昌市 | 南昌國際體育中心體育場          | 未知     | 未知       |
| 2024年5月25日 | 中國      | 南昌市 | 南昌國際體育中心體育場          | 未知     | 未知       |
| 2024年6月1日  | 中國      | 洛陽市 | 洛陽奧林匹克體育中心體育場      | 未知     | 未知       |
| 2024年6月15日 | 中國      | 太原市 | 山西體育中心體育場              | 41,524   | 未知       |
| 2024年6月22日 | 中國      | 濟南市 | 濟南奧林匹克體育中心體育場      | 40,000   | 未知       |
| 2024年6月29日 | 中國      | 瀋陽市 | 瀋陽奧林匹克體育中心體育場      | 60,000   | 未知       |
| 2024年7月5日  | 中國      | 常州市 | 常州奧體中心體育場              | 70,000   | 未知       |
| 2024年7月6日  | 中國      | 常州市 | 常州奧體中心體育場              | 70,000   | 未知       |
| 2024年7月13日 | 中國      | 咸陽市 | 咸陽奧體中心體育場              | 未知     | 未知       |
| 2024年7月19日 | 中國      | 合肥市 | 合肥體育中心體育場              | 未知     | 未知       |
| 2024年7月20日 | 中國      | 合肥市 | 合肥體育中心體育場              | 未知     | 未知       |
| 2024年7月27日 | 中國      | 衢州市 | 衢州市體育中心體育場            | 未知     | 未知       |
| 2024年8月2日  | 中國      | 上海市 | 虹口足球場                      | 未知     | 未知       |
| 2024年8月3日  | 中國      | 上海市 | 虹口足球場                      | 未知     | 未知       |
| 2024年8月4日  | 中國      | 上海市 | 虹口足球場                      | 未知     | 未知       |
| 2024年8月9日  | 中國      | 上海市 | 虹口足球場                      | 未知     | 未知       |
| 2024年8月10日 | 中國      | 上海市 | 虹口足球場                      | 未知     | 未知       |
| 2024年8月11日 | 中國      | 上海市 | 虹口足球場                      | 未知     | 未知       |
| 2024年8月17日 | 中國      | 廈門市 | 奧林匹克體育中心—廈門白鷺體育場 | 75,808   | 73,523,820 |
| 2024年8月18日 | 中國      | 廈門市 | 奧林匹克體育中心—廈門白鷺體育場 | 75,808   | 73,523,820 |
| 總計          | 總計      | 總計   | 總計                            | —        | —          |

## 幕後人員
該人員名單摘自該巡演於2019年12月30日至2020年1月5日在臺灣臺北市臺北小巨蛋舉辦的場次場刊。
- 超級圓頂—主辦單位、製作單位
- 凌時差製作—製作單位
- 葛福鴻—出品人
- 蔡依林—藝術總監
- 王永良—製作人
- Ashley Evans—製作人、創意導演、舞蹈總監、編舞
- Antony Ginandjar—製作人、創意導演、舞蹈總監、編舞
- 楊竣傑—製作統籌
- 謝昀珊—製作統籌
- 劉寬—工程統籌
- 曾棨楹—工程統籌
- 高惠珍—執行導演
- 王佩云—執行導演
- 彭中惠—行政統籌
- 吳志傑—行政統籌
- 鄭勝吉—行政統籌
- 郭宜芊—行政統籌
- 陳星翰—音樂總監
- 鄭人豪—音樂總監助理
- Kiel Tutin—舞蹈顧問和監督、駐場舞蹈監督（台北）、編舞
- Kaylie Yee—創意助理導演、編舞助理指導
- 劉亞雲—執行助理導演
- 鄭儒雅—執行助理導演
- Blink Inc—演唱會影片製作、動畫設計
- 仙草影像—動畫設計
- 拾荒文化影像—動畫設計
- Lightborne—動畫設計
- NorthHouse—動畫設計
- Silent Partners Studio—動畫設計
- 野人設計—動畫設計
- MixCode—混合編碼
- K4s Motion Studio—混合編碼
- 賴志彥設計工作室—混合編碼
- 邱煥升—視覺執行
- 李祥麟—視覺執行
- 徐瑜婷—視覺執行
- 徐立桀—二十週年VCR
- 林雍益—二十週年VCR
- 貓草影像有限公司—二十週年VCR
- 廖孜晞—二十週年VCR
- 楊景安—節目執行
- 周炳坤—舞台設計
- Nathan Taylor—舞台協力設計、燈光協力設計
- 周文舜—燈光設計
- Goh Chong Yeow—燈光師
- 曹文娟—燈光師
- 陳剛健—音響設計
- 洪偉詮—舞台監聽
- 吳正宇—舞台監督
- 林孟嬋—舞台執行
- 楊旻霖—舞台執行
- 林則呈—舞台執行
- 李姳萱—舞台執行
- 黃家轅—舞台執行
- 白芳甄—舞台執行
- 言行—演唱會道具設計
- 彭郁倩—票務
- 洪信傑—樂隊指揮、鍵盤
- Mike McLaughlin—吉他
- Gabriel Beaudoin—吉他
- Alex Edward Morris—鼓
- 邱培榮—貝斯
- 李治逸—工程
- 馬毓芬—合音指導
- 張義欣—合音
- 范品頤—合音
- 邵慧芸—合音
- Liana Blackburn—編舞助理指導、編舞
- Zac Brazenas—編舞助理指導
- Tessandra Chavez—編舞
- Nika Kljun—編舞
- Rudy Abreu—編舞
- 謝宛芯—舞蹈行政管理
- Diorrion Kiar Archer—舞者
- Hugh Espiritu Aparente—舞者
- Jalen Robert Forward—舞者
- Charles Rodger Williams—舞者
- Floris Bosveld—舞者
- Stephen Carlos Perez—舞者
- Dayne Christian Sempert—舞者
- Louis Paul Di Pippa—舞者
- Shannon Ashley Walter—舞者
- Kaylee Ann Purtell—舞者
- Kaitlin Reese Davin—舞者
- Riley Patricia Groot—舞者
- Jordan Taylor Laza—舞者
- Elyssa Arianna Cueto—舞者
- Oritsetsolaye Akuya—舞者
- Jessica Rita—Ann Toatoa—舞者
- 徐聖展—舞蹈助教
- Heather Picchiottino—舞蹈服裝設計、演唱會藝人服裝設計
- 陳懿—舞蹈服裝管理
- 鄭穎—舞蹈服裝管理
- 莊佩雯—舞蹈服裝管理
- 陳怡慈—舞蹈服裝管理
- 林子昀—舞蹈服裝管理
- 洪珉萱—舞蹈服裝管理
- 夏嘉翎—舞蹈服裝管理
- 陳俐廷—舞蹈服裝管理
- 鍾靈—海報攝影
- 何翰聰—海報髮型、演唱會髮型
- 亞歷—海報化妝、串場影片化妝、演唱會化妝
- Yii Ooi—海報造型
- 顏伯駿—海報設計
- Tom Colbourne—串場影片導演
- Heibiemok—串場影片髮型
- Samantha Burkhart—串場影片造型
- 王雷—串場影片側拍攝影
- Rino—演唱會側拍攝影
- 葛君梅—演唱會側拍攝影
- Christine Mutton—演唱會服裝監督
- 藍予晨—演唱會藝人服裝管理
- 藍予婕—演唱會藝人服裝管理
- 鳥兒映像製作有限公司—演唱會DVD拍攝
- 邱柏昶—紀錄片導演、DVD導演
- 彥廷—DVD導演
- 石芳綺—紀錄片製片、DVD製片
- 阿浩—DVD製片
- 好朋友工作室—新聞及媒體發稿
- 台灣索尼音樂—新聞及媒體發稿
- 溫裕民—新聞及媒體發稿
- 呂小象—新聞及媒體發稿
- 台灣藝能工程—工程統籌、結構工程、燈光工程、視訊工程
- 城鎮舞台—舞台工程
- 電球結構—結構工程
- 穩立音響—音響工程
- 成陽傳播—視訊工程
- 垠鑫企業有限公司—雷射工程
- 宏益特效—特效工程
- 鴻洲企業有限公司—電力工程
- 正點錄影傳播有限公司—錄影工程